# Torsten Husén
Torsten Husén (ur. 1 marca 1916 w Lund, zm. 2 lipca 2009) – szwedzki pedagog oraz psycholog.

## Życiorys
Husén skończył studia w Lund, a następnie związał się zawodowo z Uniwersytetem w Sztokholmie. W latach 1938–1943 pełnił funkcję asystenta na Uniwersytecie w Sztokholmie, a następnie w latach 1947–1952 był wykładowcą psychologii. Od 1952 był dyrektorem Instytutu Badań Pedagogicznych oraz profesorem. Od 1962 był twórcą oraz przewodniczącym Międzynarodowego Towarzystwa Badania Osiągnięć Szkolnych.
Od 1970 Husén był przewodniczącym Rady Zarządzającej Międzynarodowego Instytutu Planowania Oświaty UNESCO w Paryżu. Był członkiem zagranicznym Narodowej Akademii Pedagogicznej w USA. Od 1971 był dyrektorem Instytutu Badań nad Międzynarodowymi Problemami Oświaty. Ponadto był on członkiem Szwedzkiej Królewskiej Akademii Nauk oraz od 1978 członkiem zagranicznym Polskiej Akademii Nauk.
Główne zainteresowania naukowe Huséna koncentrowały się wokół problemów rozwoju zdolności i zainteresowań dzieci oraz młodzieży w aspekcie wychowania oraz środowiska w którym dorastają, zróżnicowania szkolnictwa oraz modelu szkoły przyszłości, pedagogiki porównawczej, a także organizacji badań nad szkolnictwem w skali międzynarodowej.

## Ważniejsze prace naukowe
- Pedagogisk Psykologi (1968)
- Educational Research and Educational Change. The Case of Sweden (współautor, 1968)
- Talent, Opportunity and Career (1969)
- Skolans sociologi (współautor, 1970)
- Oświata i wychowanie w roku 2000 (1971, wyd. pol. 1974)
- Social Background and Educiational Career (1972)
- The Learning Society (1974)
- Social Influences on Educational Attainments (1975)
- The School in Question (1979)
- Education and the global concern (1990)

Źródła:.